# The Big Trail
The Big Trail é um filme norte-americano de 1930, do gênero faroeste, dirigido por Raoul Walsh e estrelado por John Wayne e Marguerite Churchill.

## A produção
Um dos primeiros épicos do cinema sonoro, na mesma tradição de The Covered Wagon e The Iron Horse, The Big Trail foi feito para comemorar o centenário da partida da primeira caravana que saiu de Independence com destino às fronteiras ocidentais dos EUA. Quase todo rodado em locações, a equipe enfrentou condições climáticas semelhantes àquelas enfrentadas pelos pioneiros quase um século antes. Versões em alemão e francês foram gravadas simultaneamente, com elencos diferentes, o que era uma novidade na época. Além disso, o filme foi rodado tanto no processo experimental de 70mm, intitulado Grandeur, quanto no processo normal de 35mm.
Visualmente espetacular, a produção é sempre elogiada pelo realismo com que mostra cenas de ação, como uma caçada de búfalos, ataques de índios, a travessia de um rio caudaloso e o transporte por cordas de carroças e gado através de escarpas íngremes. A paisagem é castigada ora por nevascas, ora por tempestades, ora pelo calor extremo do deserto.
Walsh queria, ele mesmo, fazer o papel principal, porém John Ford indicou John Wayne, que já colaborara com o diretor diversas vezes, sem ser creditado. Assim, de repente, Wayne saiu do anonimato para protagonizar, não um filme qualquer, mas uma superprodução. Enquanto alguns elogiam seu trabalho, outros dizem que ele foi um dos responsáveis pelo fracasso comercial do filme. Seja como for, depois dessa experiência, Wayne viu-se relegado a meros faroestes B por anos a fio, até que Ford o lançasse definitivamente ao estrelato com Stagecoach, em 1939.
Entretanto, outros fatores também contribuíram para o inesperado fracasso de The Big Trail. Seu enredo ralo (uma simples história de vingança), a teatralidade dos diálogos nas cenas interiores e, ainda, o fato de que apenas doze casas exibidoras dos EUA estavam preparadas para mostrar filmes em 70mm. (A produção acabou por ser relançada pelo tradicional processo de 35mm).

## Sinopse
Breck Coleman guia uma caravana que sai de Independence, no Missouri, em direção à Califórnia, ao mesmo tempo em que procura descobrir quem matou um caçador de peles amigo seu. Ele está enamorado da bela Ruth Cameron, que também é disputada pelo jogador Bill Thorpe, comparsa do vilão Red Flack.

## Elenco
| Ator/Atriz           | Personagem      |
| -------------------- | --------------- |
| John Wayne           | Breck Coleman   |
| Marguerite Churchill | Ruth Cameron    |
| El Brendel           | Gus             |
| Tully Marshall       | Zeke            |
| Tyrone Power Sr.     | Red Flack       |
| David Rollins        | Dave Cameron    |
| Frederick Burton     | Bascom          |
| Ian Keith            | Bill Thorpe     |
| Charles Stevens      | Lopez           |
| Louise Carver        | Madrasta de Gus |
| Pete Morrison        | Não-creditado   |